# AC Libertas
Az AC Libertas, teljes nevén Associazione Calcio Libertas San Marinó-i labdarúgóklub, amelyet 1928-ban alapítottak. Székhelye Borgo Maggiore városában található.
Egyike annak a 15 csapatnak, amely a San Marinó-i labdarúgó-bajnokságot alkotja. Saját sportteleppel nem rendelkezik, edzéseit a Campo Sportivo di Borgo Maggioré-ban tartja, ahol a San Marinó-i labdarúgó-szövetség nem rendez bajnoki mérkőzéseket.

## Korábbi nevei
- 1928–2007: SP Libertas

2007óta jelenlegi nevén szerepel.

## Sikerei
- San Marinó-i labdarúgó-bajnokság (Campionato Sammarinese di Calcio)
  - Bajnok (1 alkalommal): 1996
  - Ezüstérmes (1 alkalommal): 1992
  - Bronzérmes (5 alkalommal): 1989, 1990, 2003, 2005, 2007

- San Marinó-i kupa (Coppa Titano)
  - Győztes (10 alkalommal): 1937, 1950, 1954, 1958, 1959, 1961, 1987, 1989, 1991, 2006
  - Ezüstérmes (2 alkalommal): 1993, 2007

- San Marinó-i szuperkupa (Trofeo Federale)
  - Győztes (3 alkalommal): 1989, 1992, 1996
  - Ezüstérmes (2 alkalommal): 1987, 2006

## Eredmények

### Európaikupa-szereplés

#### Összesítve
| Kupa       | J | GY | D | V | LG–RG |
| ---------- | - | -- | - | - | ----- |
| UEFA-kupa  | 2 | 0  | 1 | 1 | 1–4   |
| Összesítve | 2 | 0  | 1 | 1 | 1–4   |

#### Szezonális bontásban
| Idény     | Kupa      | Forduló         | Klub            | 1. mérk. | 2. mérk. |
| --------- | --------- | --------------- | --------------- | -------- | -------- |
| 2007–2008 | UEFA-kupa | 1. selejtezőkör | Drogheda United | 1–1      | 0–3      |

Megjegyzés: Az eredmények minden esetben a SP Libertas szemszögéből értendőek, a félkövéren jelölt mérkőzéseket pályaválasztóként játszotta.